# Bank of India
Bank of India (BOI) — индийский коммерческий банк. Штаб-квартира в Мумбаи (штат Махараштра). Контрольный пакет акций принадлежит правительству Индии (более 90 % акций).
Банк был основан в 1906 году при участии семьи Сассунов, в частности Сассун Дэвид возглавлял банк с 1906 по 1926 год. Первое зарубежное отделение было открыто в 1946 году в Лондоне, за ним последовали отделения в Токио и Осаке в 1950 году, Сингапуре в 1951 году, Кении, Уганде и Адене (современный Йемен) в 1953 году, Танганьике в 1955 году, Гонконге в 1960 году, Нигерии в 1962 году. В 1969 году Банк Индии вместе с 13 другими крупнейшими банками страны был национализирован. В 2007 году было куплено 76 % индонезийского банка PT Bank Swadesi. В 2011 году был основан дочерний банк в Новой Зеландии, в 2012 году — в Уганде, в 2013 году — в Ботсване.
Сеть банка насчитывает более 5 тысяч отделений. Активы на 31 марта 2021 года (конец 2020—21 финансового года) составили 7,33 трлн рупий ($100 млрд). Принятые депозиты составили 6,27 трлн рупий. Основным регионом деятельности является Индия, однако 12 % выручки приносит работа в других странах, в частности дочерние банки в Танзании, Уганде, Новой Зеландии и Индонезии, а также участие в совместном Индо-Замбийском банке.